# Elaver tristani
Elaver tristani là một loài nhện trong họ Clubionidae.
Loài này thuộc chi Elaver. Elaver tristani được Richard C. Banks miêu tả năm 1909.